# Mihnea Colțoiu
Mihnea Colțoiu (1954-2021) est un mathématicien roumain.

## Formation
Il obtient son doctorat en 1985 Institute of Mathematics of the Romanian Academy avec une thèse sur Convexity in Complex Analysis sous la direction de Constantin Bănică.
Il participe aux Olympiades internationales de mathématiques.

## Prix et distinctions
Il est lauréat en 1984 du prix Simion-Stoilow et membre correspondant (depuis 2006) de l'Académie roumaine.